# Lijst van voetbalinterlands Albanië - Polen
Deze lijst van voetbalinterlands is een overzicht van alle officiële voetbalwedstrijden tussen de nationale teams van Albanië en Polen. De landen hebben tot op heden vijftien keer tegen elkaar gespeeld. De eerste ontmoeting, een vriendschappelijke wedstrijd, was in Warschau op 6 november 1949. Het laatste duel, een kwalificatiewedstrijd voor het Europees kampioenschap voetbal 2024, vond plaats op 10 september 2023 in Tirana.

## Wedstrijden
| №  | Plaats     | Datum             | Competitie           | Wedstrijd       | Uitslag |
| -- | ---------- | ----------------- | -------------------- | --------------- | ------- |
| 1  | Warschau   | 6 november 1949   | Vriendschappelijk    | Polen − Albanië | 2 − 1   |
| 2  | Tirana     | 1 mei 1950        | Vriendschappelijk    | Albanië − Polen | 0 − 0   |
| 3  | Tirana     | 29 november 1953  | Vriendschappelijk    | Albanië − Polen | 2 − 0   |
| 4  | Chorzów    | 14 oktober 1970   | EK 1972 kwalificatie | Polen − Albanië | 3 − 0   |
| 5  | Tirana     | 12 mei 1971       | EK 1972 kwalificatie | Albanië − Polen | 1 − 1   |
| 6  | Mielec     | 31 oktober 1984   | WK 1986 kwalificatie | Polen − Albanië | 2 − 2   |
| 7  | Tirana     | 30 mei 1985       | WK 1986 kwalificatie | Albanië − Polen | 0 − 1   |
| 8  | Chorzów    | 19 oktober 1988   | WK 1990 kwalificatie | Polen − Albanië | 1 − 0   |
| 9  | Tirana     | 15 november 1989  | WK 1990 kwalificatie | Albanië − Polen | 1 − 2   |
| 10 | Szczecin   | 29 mei 2005       | Vriendschappelijk    | Polen − Albanië | 1 − 0   |
| 11 | Reutlingen | 27 mei 2008       | Vriendschappelijk    | Albanië − Polen | 0 − 1   |
| 12 | Warschau   | 2 september 2021  | WK 2022 kwalificatie | Polen − Albanië | 4 − 1   |
| 13 | Tirana     | 12 oktober 2021   | WK 2022 kwalificatie | Albanië − Polen | 0 − 1   |
| 14 | Warschau   | 27 maart 2023     | EK 2024 kwalificatie | Polen − Albanië | 1 − 0   |
| 15 | Tirana     | 10 september 2023 | EK 2024 kwalificatie | Albanië − Polen | 2 − 0   |

## Samenvatting
| Competitie        | Totaal gespeeld | Winst Albanië | Gelijk | Winst Polen | Doelsaldo Albanië – Polen |
| ----------------- | --------------- | ------------- | ------ | ----------- | ------------------------- |
| WK-kwalificatie   | 6               | 0             | 1      | 5           | 4 − 11                    |
| EK-kwalificatie   | 4               | 1             | 1      | 2           | 3 − 5                     |
| Vriendschappelijk | 5               | 1             | 1      | 3           | 3 − 4                     |
| Totaal            | 15              | 2             | 3      | 10          | 10 − 20                   |

Wedstrijden bepaald door strafschoppen worden, in lijn met de FIFA, als een gelijkspel gerekend.